# Kiya Buzurg-Umid
Kiya Buzurg-Umid (persisch کیا بزرگ امید; † 9. Februar 1138) war das zweite Oberhaupt der Schia der Nizari-Ismailiten von Alamut.
Buzurg-Umid war ein in Persien wirkender Missionar (dāʿī) der über den gesamten nah- und mittelöstlichen Raum verbreiteten schiitischen Gemeinschaft der Ismailiten und erkannte als seinen Imam folglich den Fatimidenkalifen von Ägypten al-Mustansir an. Als Dailamit war er selbst persischer Abstammung. Außerdem war er ein vertrauter Gefolgsmann des in der persischen Gemeinde einflussreichen dāʿīs Ḥasan-i Ṣabbāḥ. Beim Tod des Kalifen 1094 und Ausbruch des ismailitischen Schismas durch die Thronfolge des Kalifen al-Mustali 1094 hat sich Buzurg-Umid, wie Ḥasan-i Ṣabbāḥ auch, zum übergangenen ältesten Kalifensohn Nizar († 1095) als rechtmäßigen Imam bekannt und ist damit zu einem der Begründer der bis heute existierenden Schia der Nizari-Ismailiten geworden, deren Führung zuerst Ḥasan-i Ṣabbāḥ innehatte, während ihre Imame im Verborgenen (ġaiba) gehalten wurden. Die Nizariten haben nahezu die gesamte Ismailitengemeinde von Persien und Syrien ausgemacht und standen fortan im Gegensatz zu den in Ägypten und Nordafrika weiterregierenden Fatimidenkalifen, wie sie als Schiiten auch das sunnitische Kalifat der Abbasiden von Bagdad nicht anerkannten.

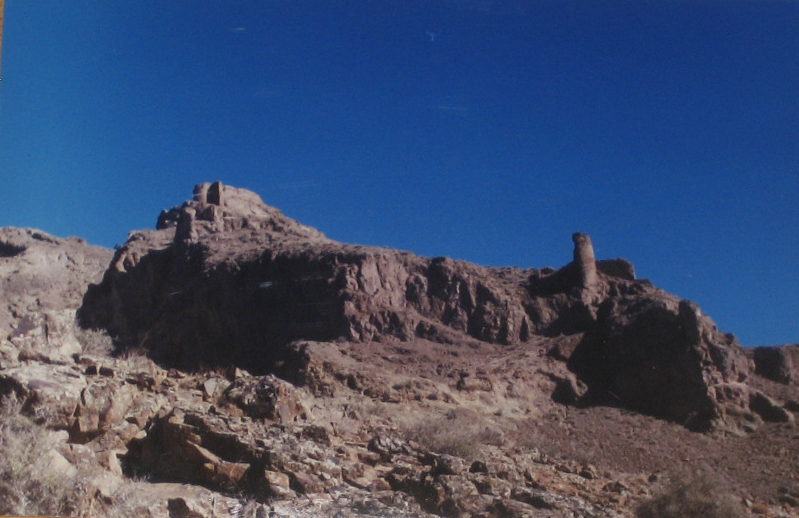
Die Festungsruine Lamasar

1096 oder 1102 eroberte Buzurg-Umid die große Burg Lammasar von den Seldschuken und wurde deren Befehlshaber für mehr als zwanzig Jahre. Er baute sie zu einer der stärksten Festungen der Nizariten aus, die neben Alamut eine ihrer wichtigsten Machtbasen in Persien wurde. 1124 ist er schließlich von dem im Sterben liegenden Ḥasan-i Ṣabbāḥ, der seine eigenen Söhne wegen Insubordination hat hinrichten lassen, zum Nachfolger in der Führerschaft über die Nizariten berufen wurden. Seine Nachfolge wurde in der Gemeinde nicht in Frage gestellt. Er führte das von seinem Vorgänger praktizierte sittenstrenge Regime im Sinne der Scharia, wie auch die Expansion der Gemeinde energisch fort. Missionare verbreiteten in dieser Zeit die Doktrinen der Nizariten bis in die Kaukasusregion um Aserbaidschan und Georgien. Angriffe der verhassten türkstämmigen Seldschuken konnte er wiederholt abwehren, die von Ḥasan-i Ṣabbāḥ eingeführte Methode des politischen Mordes an Gegnern wurde weiterpraktiziert. 
Am 5. Oktober 1130 wurde in der Nähe von Kairo der Fatimidenkalif al-Amir von Anhängern der Nizariten ermordet. Als Imam der Mustali-Ismailiten war er von Haus aus ein Feind der Nizariten. Außerdem hatte er 1123 die Legitimation ihres Imamats öffentlich in Abrede gestellt und sie zu diesem Anlass erstmals überhaupt als „Haschischraucher“ (ḥashīshiyya) denunziert. Mit seiner Ermordung konnten die Nizariten zwar einmal mehr das gewaltsame Ende ihres 19. Imams vergelten, aber keinen politischen Nutzen daraus ziehen. Das Ende des schiitischen Fatimidenkalifats wurde dadurch eingeläutet, worauf Ägypten 1171 durch Saladin wieder dem Geltungsbereich der Sunna zugeführt werden konnte. 1135 folgte auch der Mord am sunnitischen Abbasidenkalifen al-Mustarschid. 1132 besiegten die Nizariten in einer Feldschlacht ein Heer der Zaiditen in Gilan und nahmen deren Imam gefangen. Dieser verzichtete danach auf seinen Anspruch auf das Imamat und konvertierte zu den Ismailiten, was den Nizariten zu einem bedeutenden Prestige- und Machtzuwachs verhalf. Am Ende von Buzurg-Umids Herrschaft kontrollierte die Gemeinschaft ein eigenes zusammenhängendes Territorium, das die Berge des westlichen Elburs-Gebirges im nördlichen Qazvin und um Rudbar umfasste. Weiterhin kontrollierten sie einige isolierte Burgen in der Region um Damghan und im Zāgros-Gebirge von Lorestan.
In Syrien mussten die Nizariten dagegen mehrere Rückschläge hinnehmen. 1124 wurde ihre Gemeinde aus Aleppo vertrieben. Versuche, eine Machtbasis durch Inbesitznahme von Burgen wie Banyas zu errichten, waren von geringem Erfolg gekrönt. 1128 wurde sogar der dāʿī von Syrien bei dem Versuch das Wadi al-Taym (im Libanon) zu erobern, in einer Schlacht getötet. 1129 wurde bei einem planmäßigen Massaker mehr als 6000, manche Chronisten berichten von 20.000, Angehörige der Gemeinde von Damaskus massakriert und ihre Lehreinrichtungen zerstört. In Reaktion darauf haben die Nizariten Banyas an die Franken des Königreichs Jerusalem abgetreten und dem persischen Vorbild folgend ihre Aktivitäten in die Gebirgsregion des Dschebel Ansariye verlagert. Erst mit der Einnahme von Qadmus 1133 konnten sie hier eine erste starke Position gewinnen, von wo aus sie in das Umland expandieren und ein eigenes Herrschaftsgebiet errichten konnten.
Buzurg-Umid starb im Monat Dschumada I 532 AH (Januar 1138) und wurde neben Ḥasan-i Ṣabbāḥ bestattet. Drei Tage vor seinem Tod hatte er seinen Sohn Muhammad zu seinem Nachfolger designiert.

## Quelle
- Ata al-Mulk Dschuwaini: Geschichte des Welteroberers (Ta’rīkh-i Jahāngushāy): hrsg. als Übersetzung ins Englische von John Andrew Boyle, Genghis Khan, the history of the world conqueror (1958), S. 679, 682–685.

| Vorgänger      | Amt                            | Nachfolger               |
| -------------- | ------------------------------ | ------------------------ |
| Ḥasan-i Ṣabbāḥ | Herrscher von Alamut 1124–1138 | Muhammad ibn Buzurg-Umid |

| Personendaten    | Personendaten                                                       |
| ---------------- | ------------------------------------------------------------------- |
| NAME             | Kiya Buzurg-Umid                                                    |
| KURZBESCHREIBUNG | Person des ismailitischen schiitischen Islam, Führer der Ismailiten |
| GEBURTSDATUM     | 11. Jahrhundert                                                     |
| STERBEDATUM      | 9. Februar 1138                                                     |
| STERBEORT        | Alamut                                                              |